# Ligota Wielka (Kędzierzyn-Koźle)
Pour les articles homonymes, voir Ligota Wielka.
Ligota Wielka est une localité polonaise de la gmina de Pawłowiczki, située dans le powiat de Kędzierzyn-Koźle en voïvodie d'Opole.

## Toponymie
Dans une liste alphabétique des localités de Silésie publiée en 1830 à Wrocław par Johann Knie, le village apparaît sous le nom polonais de Wielka Ligota, germanisé d'Ellguth Gross. 